# Chartella tenella
Chartella tenella är en mossdjursart som först beskrevs av Walter Douglas Hincks 1887.  Chartella tenella ingår i släktet Chartella och familjen Flustridae. Inga underarter finns listade i Catalogue of Life.